# Loi martiale
« État de guerre » redirige ici.  Pour le film, voir État de guerre (film).
 (mars 2012).
Si vous disposez d'ouvrages ou d'articles de référence ou si vous connaissez des sites web de qualité traitant du thème abordé ici, merci de compléter l'article en donnant les références utiles à sa vérifiabilité et en les liant à la section « Notes et références ».
La loi martiale est l'instauration dans un pays d'un état juridique d'exception, au sein duquel l'armée assure le maintien de l'ordre à la place de la police ou en collaboration avec celle-ci. C'est le chef d'État qui « invoque » la loi martiale, ce qui signifie que le chef d'État-major des armées prend le pouvoir pendant un temps délimité. Ce type de norme juridique est comparable dans une certaine mesure à l'état de siège.
La loi martiale est proclamée lors d'une crise profonde au sein d'un État, dans le cas d'un coup d'État ou d'une guerre civile. C'est le gouvernement qui est amené à instaurer la loi martiale, c'est l'armée qui l’exécute.

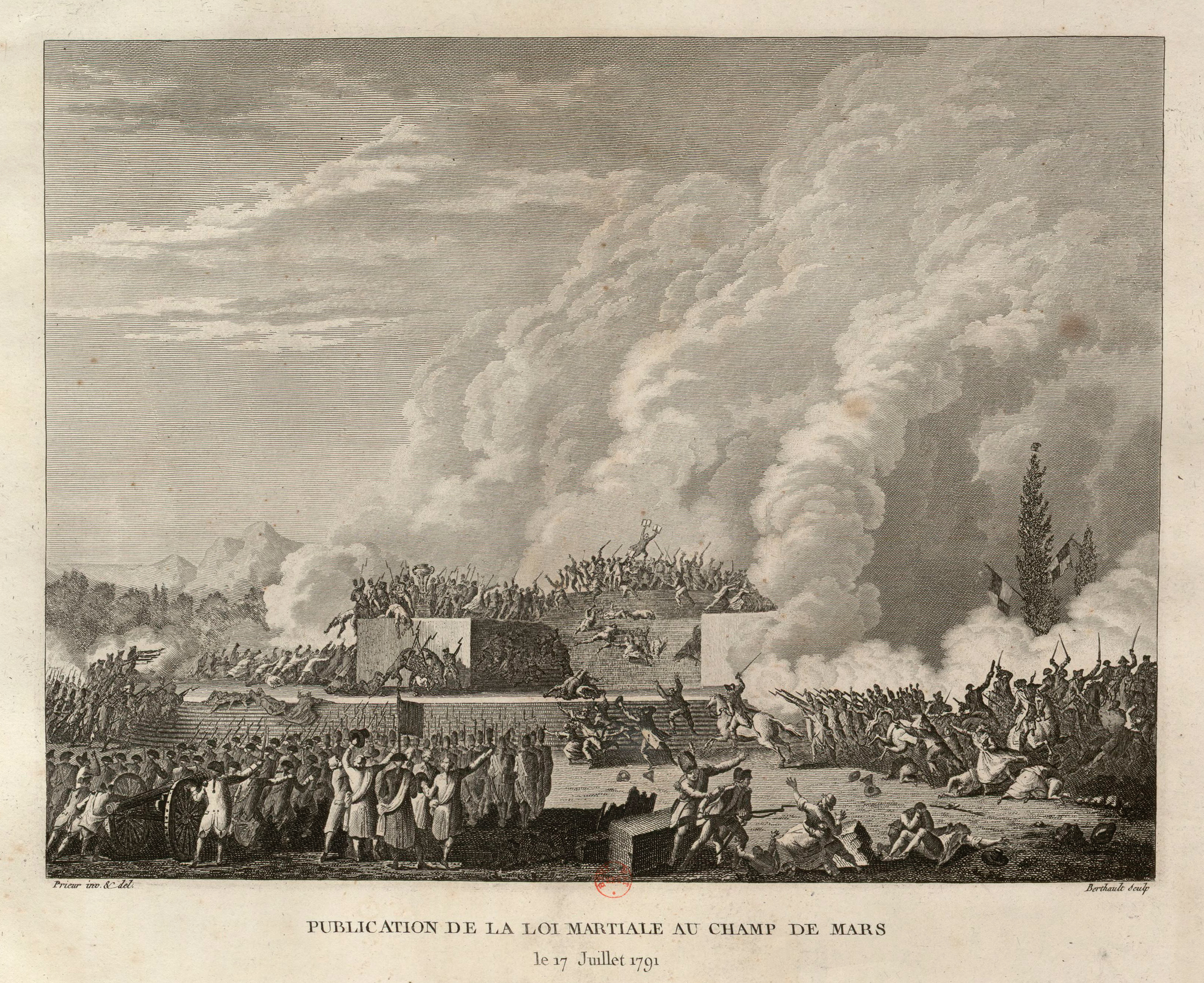
Publication de la loi martiale et fusillade sur le Champ-de-Mars, 17 juillet 1791.

Le terme « martial » dérive du nom de Mars, dieu de la guerre dans la mythologie romaine.
Elle se traduit généralement par la suspension totale ou partielle des libertés fondamentales des citoyens, notamment celles de se rassembler, de manifester et de ne pas être emprisonné sans fondement judiciaire.
La loi martiale n'entre en vigueur qu'en raison d'une situation exceptionnelle, ou perçue comme telle.

## Application de la loi martiale dans l'histoire
En voici quelques exemples :

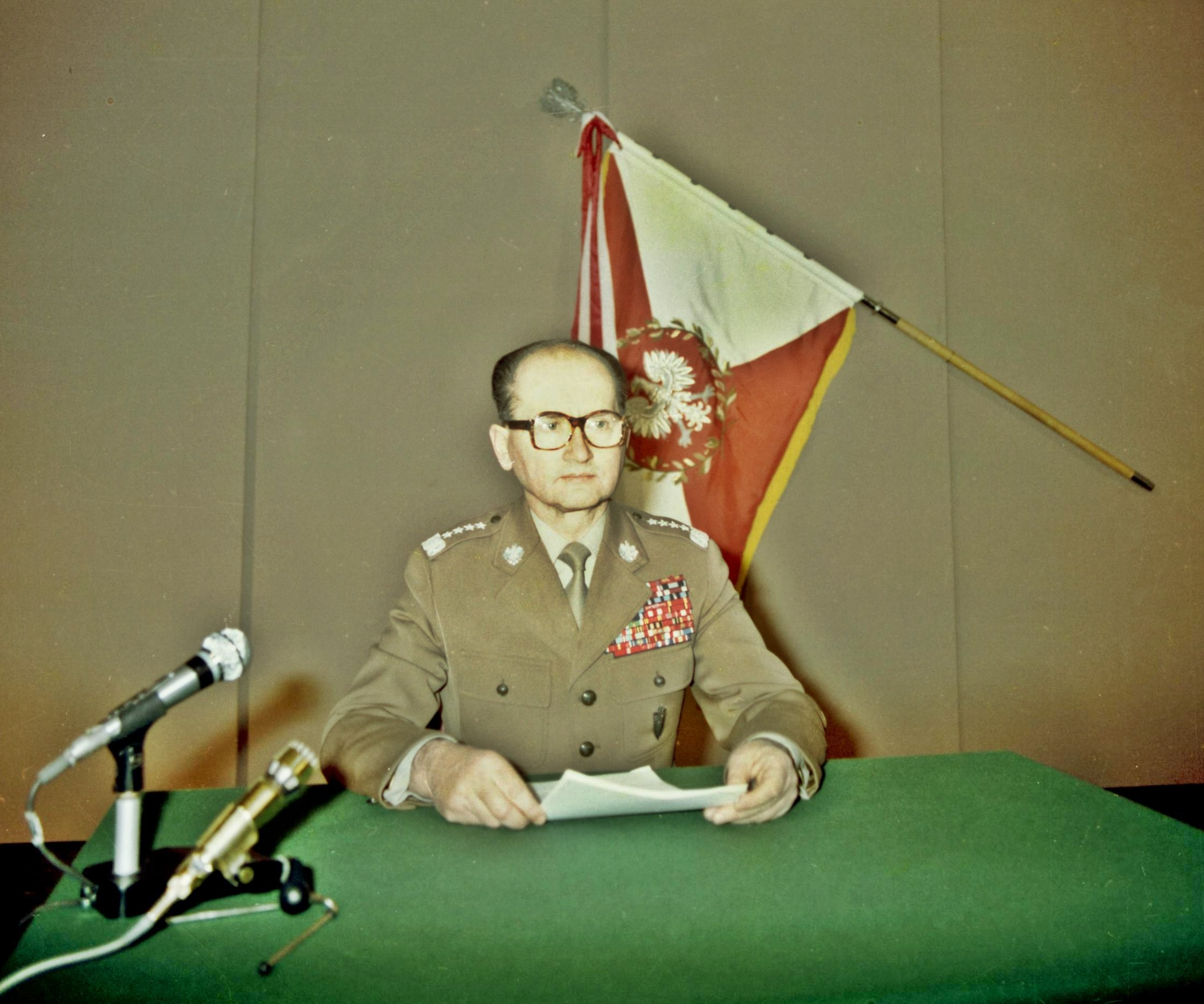
Proclamation de la loi martiale par le régime communiste polonais, 1981.

- Pendant la République romaine, lors de la guerre civile entre César et Pompée.
- En France :
  - Pendant la "Guerre des farines" en 1775 (loi du 3 mai) par Louis XVI et son ministre Turgot.
  - Pendant la Révolution française, elle est imposée et mise en application par l'Assemblée Constituante le 21 octobre 1789 (loi du 21 octobre 1789), par l'Assemblée législative, puis la Convention girondine.
  - Abolie par la Convention montagnarde, le 23 juin 1793 elle est rétablie le 22 août 1795 par la Convention thermidorienne et insérée dans la Constitution de l'an III.
- La lutte de l'armée anglaise contre le luddisme du Lancashire dès avril 1812.
- Aux États-Unis, pendant la vague de répression contre le Ku Klux Klan en 1871.
- Dans l'empire russe, dans la ville d'Odessa (aujourd'hui en Ukraine), en 1905, dans le contexte de la révolution de 1905, mise en place par le gouverneur sous la menace d'un cuirassé mutiné.
- Le 15 avril 1919, peu après le massacre d'Amritsar, dans la ville du même nom (Inde).
- En 1925, en Bulgarie, sous le gouvernement d'Alexandre Tsankov.
- La préparation de la mise en place d'un régime totalitaire (Allemagne en 1933).
- Au Japon, le 27 février 1936.
- En Israël, les réfugiés palestiniens de l'intérieur (les palestiniens) ont été soumis à la loi martiale de 1948 à 1966.
- En république de Chine, de 1949 à 1987 à l'issue de la guerre civile entre le gouvernement communiste de Mao Zedong et le gouvernement nationaliste de Tchang Kaï-chek.
- Pendant la guerre d'Algérie de 1954 à 1962, (comme exemple : la bataille d'Alger).
- Le soulèvement tibétain de 1959 à Lhassa au Tibet.
- En Égypte, depuis la guerre de 1967 et la prise du pouvoir de Hosni Moubarak en octobre 1981.
- Au Canada, dans la province de Québec, en 1970, lors de la Crise d'Octobre.
- Aux Philippines, sous la présidence de Ferdinand Marcos, de 1972 à 1981.
- Lors de la révolution islamiste en Iran, en 1979 décrétée par le Chah d'Iran.
- Lors du soulèvement du 18 mai 1980 à Gwangju en Corée du Sud.
- En Pologne entre 1981 et 1983.
- Lors des événements politiques de 1988 en Birmanie.
- Lors des troubles au Tibet en 1989.
- En Chine, lors des manifestations de la place Tian'anmen en 1989.
- En Algérie, pendant la Guerre civile de 1991-2002 où l'armée a assuré, plusieurs fois le maintien de l'ordre.
- Lors d'un coup d'État en Thaïlande en 2006.
- En Somalie, en 2007.
- En Géorgie, en 2008.
- En Bolivie, en 2008, lors des troubles.
- Le 5 décembre 2009, dans certaines zones du sud des Philippines.
- Selon Lobsang Sangay, un universitaire tibétain en exil à Harvard, à la suite des troubles au Tibet en 2008, la situation à Lhassa s'apparente à une loi martiale non déclarée[1].
- Au Bahreïn, en 2011.
- En Thaïlande, en 2014.
- En Ukraine, le 16 juillet 2014, décrétée par l'État sécessionniste de la république populaire de Donetsk, dans cette même zone[2].
- En Turquie, le 15 juillet 2016, à la suite d'une tentative de coup d'État par une faction de l'armée.
- Aux Philippines, à la suite d’une fusillade entre les forces de l’ordre et des individus en liens avec le terrorisme (jihadistes ayant prêté allégeance au groupe État islamique), le président a instauré, le mardi 23 mai 2017, la loi martiale sur l’île de Mindanao.
- En Ukraine, le 25 novembre 2018, après que trois bateaux ukrainiens ont tenté de traverser le détroit de Kertch en passant sous le pont de Crimée reliant la péninsule à la Russie. De vives tensions se sont ensuivies entre la Russie et l’Ukraine. La Russie a fait usage de la force contre les trois navires (le Berdiansk, le Nikopol et le Yany Kapu). Le président ukrainien Petro Porochenko signe le décret instaurant la loi martiale pour 60 jours le 26 novembre 2018. Celui-ci est approuvé par le Parlement ukrainien pour 30 jours sur les régions de l'Ukraine touchant une frontière sensible.
- En Arménie et en Azerbaïdjan, à partir du 27 septembre 2020, jour où l'Azerbaïdjan a attaqué le Haut-Karabagh -selon son gouvernement, en réponse à des attaques arméniennes- et où on rapporte au moins 24 morts, dont 16 militaires[3],[4]
- En Birmanie le 8 février 2021 lorsque l'armée prend le pouvoir durant le coup d'état.
- En Ukraine, le 24 février 2022 à la suite de l'entrée de l'armée russe sur le territoire dans la nuit après plusieurs mois de tension diplomatique[5].
- Dans les régions ukrainiennes de Kherson, Zaporijjia, Lougansk et dans le Donbass le 19 octobre 2022.
- En Corée du Sud, le 3 décembre 2024 au soir, le président annonce la loi martiale pour protéger le pays des "forces communistes nord-coréennes", sans mentionner de menace spécifique émanant de la Corée du Nord, mais en visant le parti d'opposition (majoritaire au parlement). La loi martiale a été levée six heures après, le président obéissant à la décision de l’Assemblée nationale[6],[7].

## Loi martiale par pays
- Loi martiale aux États-Unis
- Loi martiale russe de 2022
- Loi martiale sud-coréenne de 2024
- Loi martiale votée sous la Révolution
- Loi martiale en Pologne de 1981 à 1983